# Liste des aéroports en Hongrie
Voici une liste des aéroports et aérodromes de Hongrie.

## Liste
| Ville desservie          | Comitat                | Localité            | AITA | OACI | Nom de l'aéroport                               | Piste(s)                                             |
| ------------------------ | ---------------------- | ------------------- | ---- | ---- | ----------------------------------------------- | ---------------------------------------------------- |
| Aéroports internationaux |                        |                     |      |      |                                                 |                                                      |
| Budapest                 | Budapest               | Budapest, Ferihegy  | BUD  | LHBP | Aéroport international de Budapest-Ferenc Liszt | 3010 × 45 m (béton) 3707 × 45 m (béton)              |
| Debrecen                 | Hajdú-Bihar            | Debrecen            | DEB  | LHDC | Aéroport international de Debrecen              | 2500 x 40 m (béton)                                  |
| Győr                     | Győr-Moson-Sopron      | Pér                 |      | LHPR | Aéroport de Győr-Pér                            | 2030 × 30 m (béton)                                  |
| Sármellék                | Zala                   | Sármellék           | SOB  | LHSM | Aéroport international Hévíz-Balaton            | 2500 × 60 m (béton)                                  |
| Pécs                     | Baranya                | Pogány              | PEV  | LHPP | Aéroport international de Pécs-Pogány           | 1500 × 30 m (béton)                                  |
| Aéroports domestiques    |                        |                     |      |      |                                                 |                                                      |
| Fertőszentmiklós         | Győr-Moson-Sopron      | Fertőszentmiklós    |      | LHFM | Aéroport Meidl de Fertőszentmiklós              | 985 × 23 m (béton)                                   |
| Nyíregyháza              | Szabolcs-Szatmár-Bereg | Nyíregyháza         |      | LHNY | Aéroport de Nyíregyháza                         | 1000 × 20 m (béton) 1000 × 60 m (herbe)              |
| Siófok                   | Somogy                 | Balatonkiliti       |      | LHSK | Aéroport de Siófok-Kiliti                       | 1250 × 50 m (herbe)                                  |
| Szeged                   | Csongrád-Csanád        | Szeged              |      | LHUD | Aéroport de Szeged                              | 1185 × 30 (béton) 1177 × 50 (herbe) 610 × 50 (herbe) |
| Aéroports militaires     |                        |                     |      |      |                                                 |                                                      |
| Kecskemét                | Bács-Kiskun            | Kecskemét           |      | LHKE | Base aérienne de Kecskemét                      | 2499 × 60 (béton)                                    |
| Pápa                     | Veszprém               | Pápa                |      | LHPA | Base aérienne de Pápa                           | 2399 × 60 (béton)                                    |
| Szolnok                  | Jász-Nagykun-Szolnok   | Szolnok             |      | LHSN | Base aérienne de Szolnok                        | 2000 × 70 m (béton) 2000 × 100 m (herbe)             |
| Taszár                   | Somogy                 | Taszár              |      | LHTA | Base aérienne de Taszár                         | 2500 × 60 m (béton)                                  |
| Aérodromes non-publics   |                        |                     |      |      |                                                 |                                                      |
| Baja                     | Bács-Kiskun            | Baja                |      | LHBJ | Aérodrome de Baja                               | 855 × 45 m (herbe)                                   |
| Balatonkeresztúr         | Somogy                 | Balatonkeresztúr    |      |      | Aérodrome de Balatonkeresztúr                   | 800 × 50 m (herbe)                                   |
| Békéscsaba               | Békés                  | Békéscsaba          |      | LHBC | Aérodrome de Békéscsaba (en)                    | 1300 × 30 m (béton) 790 × 40 m (herbe)               |
| Budakeszi                | Pest                   | Budakeszi           |      | LHFH | Aérodrome de Farkashegy                         | 1000 × 200 m (herbe)                                 |
| Budaörs                  | Pest                   | Budaörs             |      | LHBS | Aérodrome de Budaörs                            | 980 × 60 m (herbe) 750 × 40 m (herbe)                |
| Bugyi                    | Pest                   | Felsőráda           |      |      | Aérodrome de Felsőráda                          | 400 × 50 m (herbe)                                   |
| Budapest                 | Budapest               | Budapest 2e         |      | LHHH | Aérodrome de Hármashatárhegy                    | 1000 × 100 m (herbe)                                 |
| Dáka                     | Veszprém               | Dáka                |      |      | Aérodrome de Dáka                               | 1000 × 40 (herbe)                                    |
| Dunakeszi                | Pest                   | Dunakeszi           |      | LHDK | Aérodrome de Dunakeszi                          | 800 × 500 m (herbe)                                  |
| Dunaújváros              | Fejér                  | Dunaújváros         |      | LHDV | Aérodrome de Dunaújváros                        | 950 × 60 m (herbe)                                   |
| Eger                     | Heves                  | Eger                |      | LHER | Aérodrome d'Eger                                | 800 × 70 m (herbe)                                   |
| Esztergom                | Komárom-Esztergom      | Esztergom           |      | LHEM | Aérodrome d'Esztergom                           | 1000 × 80 m (herbe)                                  |
| Gödöllő                  | Pest                   | Gödöllő             |      | LHGD | Aérodrome de Gödöllő                            | 1000 × 100 m (herbe)                                 |
| Gyöngyös                 | Heves                  | Gyöngyös            |      | LHGY | Aérodrome de Gyöngyös Pipishegy                 | 760 × 120 m (herbe)                                  |
| Győr                     | Győr-Moson-Sopron      | Győrszentiván/Bőny  |      |      | Aérodrome de Győrszentiván-Bőny                 | 750 × 60 m (herbe)                                   |
| Gyúró                    | Fejér                  | Gyúró               |      | LHGR | Aérodrome de Gyúró                              | 850 × 200 m (herbe)                                  |
| Hajdúszoboszló           | Hajdú-Bihar            | Hajdúszoboszló      |      | LHDV | Aérodrome de Hajdúszoboszló                     | 1000 × 50 m (herbe)                                  |
| Jakabszállás             | Bács-Kiskun            | Jakabszállás        |      | LHJK | Aérodrome de Jakabszállás                       | 600 × 18 m (béton) 1000 × 30 m (herbe)               |
| Kadarkút                 | Somogy                 | Kadarkút            |      | LHKT | Aérodrome de Kadarkút                           | 800 × 45 m (herbe)                                   |
| Kalocsa                  | Tolna                  | Kalocsa             |      | LHKA | Aérodrome de Kalocsa                            | 2500 × 60 m (béton) 1900 × 300 m (herbe)             |
| Kaposvár                 | Somogy                 | Kaposújlak          |      | LHKV | Aérodrome de Kaposújlak                         | 610 × 18 m (béton) 1200 × 200 m (herbe)              |
| Kecskemét                | Bács-Kiskun            | Matkópuszta         |      | LHMP | Aérodrome de Matkópuszta                        | 1200 × 100 m (herbe)                                 |
| Kecskemét                | Bács-Kiskun            | Ballószög           |      |      | Aérodrome de Ballószög                          | 850 × 75 m (herbe)                                   |
| Kiskőrös                 | Tolna                  | Kiskőrös            |      |      | Aérodrome de Kiskőrös                           | 500 × 100 m (herbe)                                  |
| Kiskunfélegyháza         | Bács-Kiskun            | Kiskunfélegyháza    |      | LHKH | Aérodrome de Kiskunfélegyháza                   | 758 × 160 m (herbe) 536 × 100 m (herbe)              |
| Kiskunlacháza            | Pest                   | Kiskunlacháza       |      | LHKH | Aérodrome de Kiskunlacháza                      | 2500 × 45 m (béton)                                  |
| Maklár                   | Heves                  | Maklár              |      | LHMR | Aérodrome de Maklár                             | 800 × 80 (herbe)                                     |
| Miskolc                  | Borsod-Abaúj-Zemplén   | Miskolc             |      | LHMC | Aérodrome de Miskolc                            | 850 × 100 m (herbe) 800 × 100 m (herbe)              |
| Nagybajom                | Somogy                 | Nagybajom           |      |      | Aérodrome du Palais Hertelendy                  | 800 × 30 m (herbe)                                   |
| Nagykanizsa              | Zala                   | Nagykanizsa         |      | LHNK | Aérodrome de Nagykanizsa                        | 1000 × 100 m (herbe)                                 |
| Pusztacsalád             | Győr-Moson-Sopron      | Pusztacsalád        |      |      | Aérodrome de Pusztacsalád                       | 900 × 25 m (herbe)                                   |
| Sárospatak               | Szabolcs-Szatmár-Bereg | Sárospatak          |      |      | Aérodrome de Sárospatak                         | 1000 × 30 m (herbe)                                  |
| Siófok                   | Somogy                 | Papkutapuszta       |      |      | Aérodrome de Papkutapuszta                      | 620 × 18 m (herbe)                                   |
| Szarvas                  | Békés                  | Kákahalom           |      |      | Aérodrome de Szarvas-Kákahalom                  | 650 × 70 (herbe)                                     |
| Szatymaz                 | Csongrád-Csanád        | Szatymaz            |      | LHST | Aérodrome de Szatymaz                           | 800 × 50 m (herbe)                                   |
| Szekszárd                | Tolna                  | Őcsény              |      | LHOY | Aérodrome d'Őcsény                              | 1200 × 150 m (herbe)                                 |
| Székesfehérvár           | Fejér                  | Börgönd             |      | LHBD | Aérodrome de Börgönd                            | 1200 × 200 m (herbe)                                 |
| Szentes                  | Csongrád-Csanád        | Szentes             |      | LHSZ | Aérodrome de Szentes                            | 750 × 150 m (herbe)                                  |
| Szolnok                  | Jász-Nagykun-Szolnok   | Szolnok             |      | LHSN | Aérodrome de Szolnok-Opera                      | 2000 × 70 m (asphalte) 2000 × 50 m (herbe)           |
| Szolnok                  | Jász-Nagykun-Szolnok   | Szolnok             |      | LHSS | Aérodrome de Szolnok-Szandaszőlős               | 1050 × 100 m (herbe)                                 |
| Szombathely              | Vas                    | Szombathely         |      | LHSY | Aérodrome de Szombathely                        | 1150 × 80 m (herbe)                                  |
| Tápiószentmárton         | Pest                   | Tápiószentmárton    |      |      | Aérodrome Kincsem                               | 800 × 60 m (herbe)                                   |
| Tatabánya                | Komárom-Esztergom      | Kecskéd             |      | LHKD | Aérodrome de Kecskéd                            | 1200 × 50 m (herbe) 1000 × 50 m (herbe)              |
| Tokorcs                  | Vas                    | Tokorcs             |      |      | Aérodrome AeroSag                               | 1000 × 50 m (herbe)                                  |
| Tököl                    | Pest                   | Tököl               |      | LHTL | Aérodrome de Tököl                              | 2500 × 60 m (béton) 1100 × 50 m (herbe)              |
| Úrhida                   | Fejér                  | Úrhida              |      |      | Aérodrome d'Úrhida                              | 600 × 50 m (herbe)                                   |
| Veszprém                 | Veszprém               | Szentkirályszabadja |      | LHSA | Aérodrome de Szentkirályszabadja                | 2000 × 60 m (asphalte) 1700 × 50 m (herbe)           |
| Zalaegerszeg             | Zala                   | Zalaegerszeg        |      | LHZA | Aérodrome de Zalaegerszeg-Andráshida            | 1500 × 25 m (herbe)                                  |
| Zalakaros                | Zala                   | Zalakaros           |      | LHZK | Aérodrome de Zalakaros                          | 795 × 20 m (herbe)                                   |